# Dipsadoboa viridis
Espèce
Synonymes
- Anoplodipsas viridis Peters, 1869
- Crotaphopeltis elongata Barbour, 1914
- Dipsadoboa assimilis Matschie, 1893
- Dipsadoboa elongata gracilis Laurent, 1956

Dipsadoboa viridis est une espèce de serpents de la famille des Colubridae.

## Répartition
Cette espèce se rencontre du Liberia au Cameroun, en Guinée équatoriale, au Gabon, en République centrafricaine, en République du Congo et en République démocratique du Congo (à l'exception du Sud de ce pays).

## Taxinomie
Une partie de la série type de Dipsadomorphus brevirostris est synonyme de Dipsadoboa viridis et une autre partie de Dipsadoboa duchesnii.

## Description

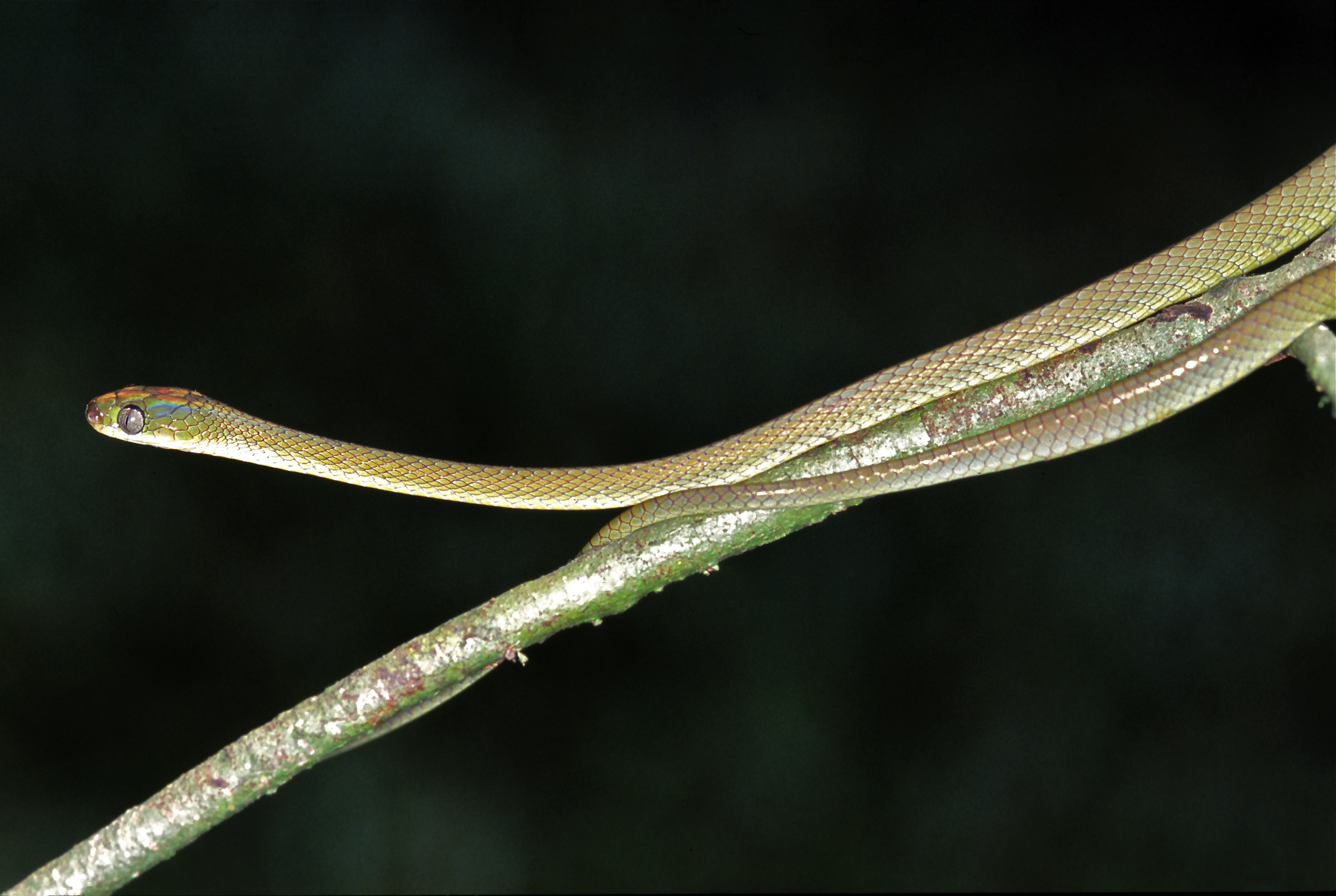

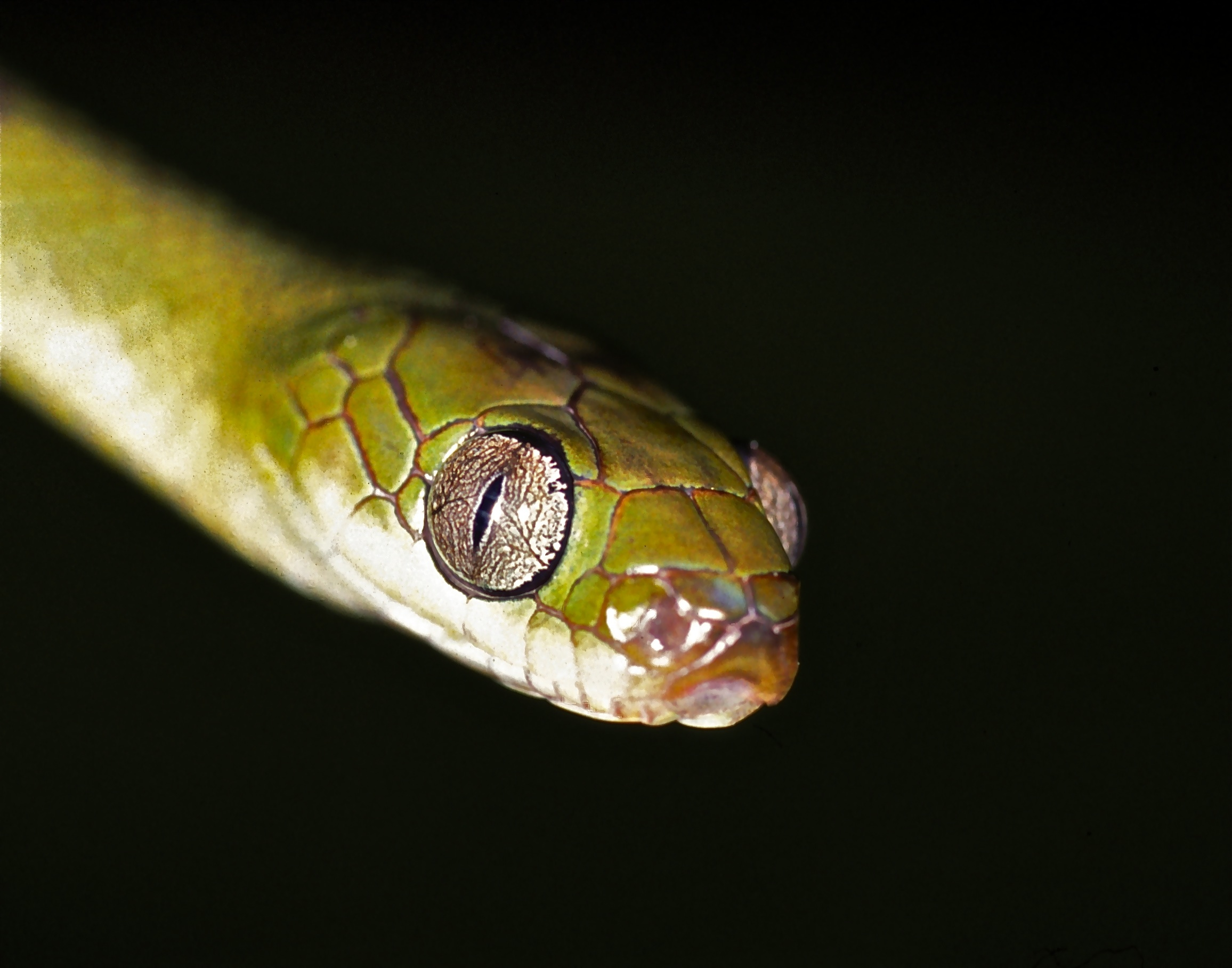

Dans sa description Peters indique que le spécimen en sa possession mesure 72 cm dont 18 cm pour la queue. Son dos est vert et sa face ventrale vert jaunâtre.

## Liste des sous-espèces
Selon The Reptile Database (14 février 2014) :
- Dipsadoboa viridis gracilis Laurent, 1956
- Dipsadoboa viridis viridis (Peters, 1869)

## Étymologie
Son nom d’espèce, du latin viridis, « vert », lui a été donné en référence à sa coloration.

## Publications originales
- Peters, 1869 : Über neue Gattungen und neue oder weniger bekannte Arten von Amphibien (Eremias, Dicrodon, Euprepes, Lygosoma, Typhlops, Eryx, Rhynchonyx, Elapomorphus, Achalinus, Coronella, Dromicus, Xenopholis, Anoplodipsas, Spilotes, Tropidonotus). Monatsberichte der Königlich preussischen Akademie der Wissenschaften zu Berlin, vol. 1869, p. 432-447 (texte intégral).
- Laurent, 1956 : Contribution à l'herpétologie de la région des Grands Lacs de l'Afrique centrale. I. Généeralites, II. Cheloniens, III. Ophidiens. Annales du Musée du Congo Belge Zoologiques, sér. 8, vol. 48, p. 1-390.